# کنفرانس اروپایی بینایی رایانه‌ای
کنفرانس اروپایی بینایی رایانه‌ای (به انگلیسی European Conference on Computer Vision و به اختصار ECCV ای‌سی‌سی‌وی) یک کنفرانس تحقیقاتی دوسالانه است که مجموعه مقالات آن توسط اشپرینگر منتشر شده‌است. مشابه کنفرانس بین‌المللی بینایی رایانه، این کنفرانس نیز از نظر وسعت و کیفیت، در سال‌هایی برگزار می‌شود که کنفرانس بین‌المللی بینایی رایانه برگزار نمی‌شود. با رتبه A از رتبه‌بندی استرالیا کنفرانس‌های ICT و رتبه A1 از وزارت آموزش و پرورش برزیل، این کنفرانس در کنار کنفرانس بینایی ماشین و تشخیص الگو و کنفرانس بین‌المللی بینایی رایانه یکی از برترین کنفرانس‌ها در بینایی کامپیوتر است. نرخ پذیرش برای ای‌سی‌سی‌وی ۲۰۱۰ برای پوسترها ۲۴٫۴ درصد و برای ارائه شفاهی ۳٫۳ درصد بود.
مانند سایر کنفرانس‌های برتر بینایی کامپیوتر برتر، ای‌سی‌سی‌وی دارای گفتگوهای آموزشی، جلسات فنی و جلسات پوستر است. کنفرانس معمولاً بین ۵ تا ۶ روز طول میکش و برنامه فنی اصلی سه روز در وسط است و آموزش و کارگاه‌های آموزشی با محوریت موضوعات خاص در ابتدا و در پایان برگزار می‌شود.
ای‌سی‌سی‌وی سالانه جایزه کوندرینک (به انگلیسی Koenderink Prize) را برای به رسمیت شناختن دستاوردهای بنیادی در بینایی کامپیوتر اهدا می‌کند.

## محل
این کنفرانس معمولاً در پاییز در اروپا برگزار می‌شود.
| سال  | محل                           |
| ---- | ----------------------------- |
| ۲۰۲۲ | تل آویو، اسرائیل              |
| ۲۰۲۰ | گلاسکو، بریتانیا مجازی/آنلاین |
| ۲۰۱۸ | مونیخ، آلمان                  |
| ۲۰۱۶ | آمستردام، هلند                |
| ۲۰۱۴ | زوریخ، سوئیس                  |
| ۲۰۱۲ | فلورانس، ایتالیا              |
| ۲۰۱۰ | کرت، یونان                    |